# 체벌

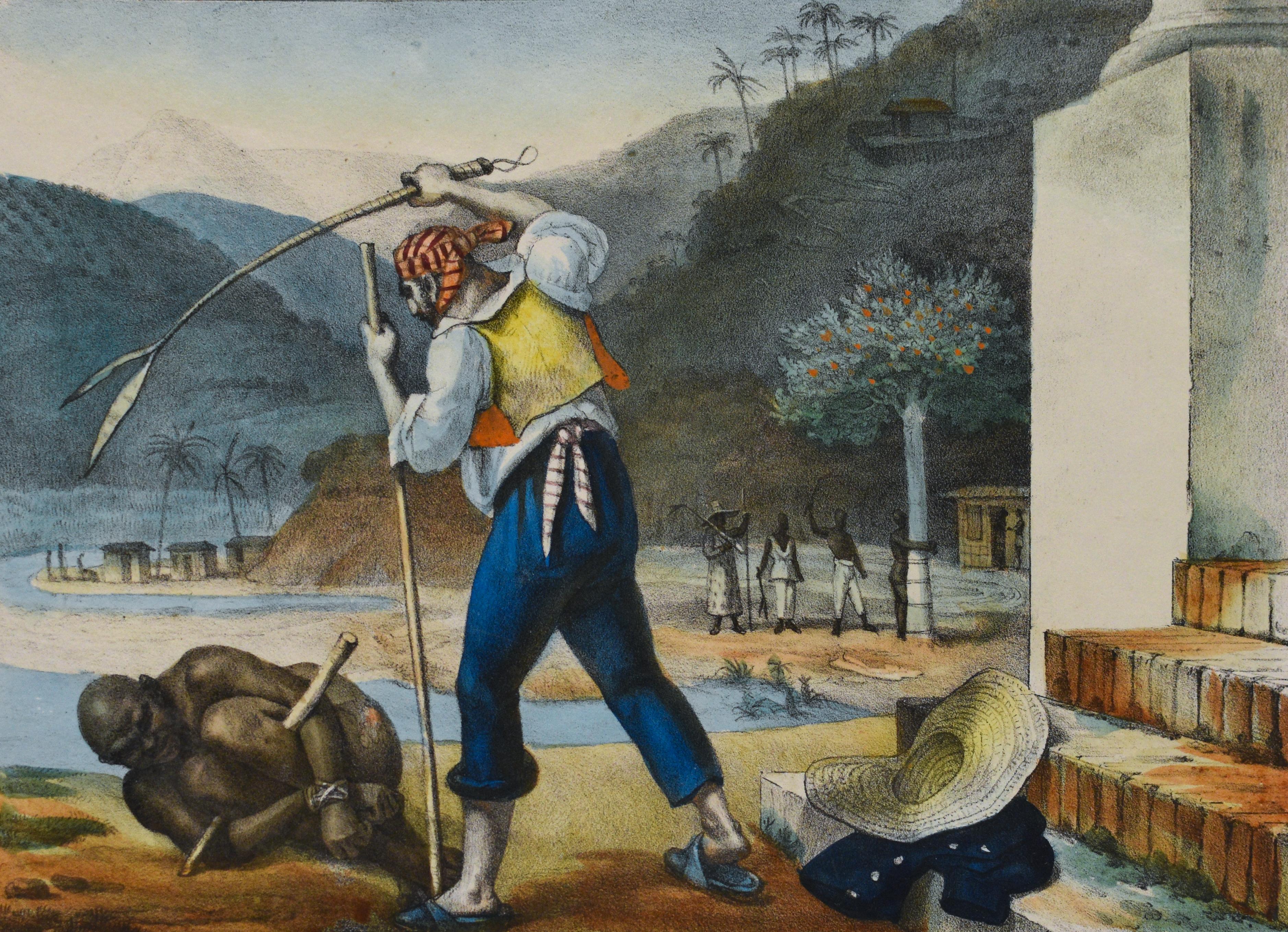

체벌(體罰, 영어: corporal punishment)은 상대방에게 신체적 고통을 주기 위하여 상대방의 신체에 물리력을 행사하거나 기합과 같은 벌을 주는 행위를 말한다. 이러한 체벌은 나쁜 성적이나 학습태도, 규칙위반 또는 비행(非行)을 이유로 흔히 아동에게 가해지기 때문에 아동의 인격을 모욕하고 신체에 관한 인권을 침해할 뿐만 아니라 차별의 일종으로서 문제가 된다.

## 구분
체벌은 체벌의 주체에 따른 구분과, 체벌의 내용에 따른 구분으로 다음과 같이 나뉠 수 있다.

### 체벌 주체에 따른 구분
- 부모에 의한 경우: 가정 내에서 어린이에게 가해지는 부모 또는 후견인의 체벌.
- 교내 체벌: 교내에서 학생들에게 가해지는 교사의 처벌 또는 도제에게 가해지는 명공(名工)의 체벌.
- 사법상의 체벌: 선고의 일부로서 법정에서 요구된다.
- 얼차려: 군대에서 하급자에게 가해지는 상급자의 체벌로 체력단련 등으로 신체•육체적으로 고통을 준다.

### 체벌 내용에 따른 구분
- 직접체벌: 도구(회초리나 몽둥이, 출석부 또는 몽둥이 등)를 이용한 체벌과 신체접촉(손이나 발 등)에 의한 체벌.
- 간접체벌: 얼차려 또는 기합과 같이 체벌 가해자의 직접적 접촉 없이 주로 명령에 의해 상대방에게 신체적 고통을 주는 체벌.

## 금지

가내 체벌과 교내 체벌을 포함한 모든 체벌을 전면 금지하는 나라
모든 체벌을 전면 금지하나 가내 체벌은 허용하는 나라
모든 체벌을 전면 금지하나 가내 체벌과 교내 체벌은 허용하는 나라
체벌을 전혀 금지하지 않는 나라
지역마다 다른 나라

체벌은 29개국에서 법으로 금지되어 왔다. 밑에 나오는 국가는 가내 체벌과 교내 체벌을 비롯한 모든 체벌을 법적으로 전면 금지하고 있는 나라들이며, 괄호 안에 있는 숫자는 실시 연도이다.
- 스웨덴 (1979)
- 핀란드 (1983)
- 노르웨이 (1987)
- 오스트리아 (1989)
- 키프로스 (1994)
- 덴마크 (1997)
- 폴란드 (1997)
- 라트비아 (1998)
- 독일 (1998)
- 크로아티아 (1999)
- 불가리아 (2000)
- 이스라엘 (2000)
- 투르크메니스탄 (2002)
- 아이슬란드 (2003)
- 우크라이나 (2004)
- 루마니아 (2004)
- 헝가리 (2005)
- 그리스 (2006)
- 뉴질랜드 (2007)
- 네덜란드 (2007)
- 포르투갈 (2007)
- 우루과이 (2007)
- 베네수엘라 (2007)
- 스페인 (2007)
- 토고 (2007)
- 코스타리카 (2008)
- 몰도바 (2008)
- 룩셈부르크 (2008)
- 리히텐슈타인 (2008)
- 튀니지 (2010)
- 케냐 (2010)
- 콩고 공화국 (2010)
- 알바니아 (2010)
- 남수단 (2011)
- 북마케도니아 (2013)
- 카보베르데 (2013)
- 온두라스 (2013)
- 몰타 (2014)
- 브라질 (2014)
- 볼리비아 (2014)
- 아르헨티나 (2014)
- 산마리노 (2014)
- 니카라과 (2014)
- 에스토니아 (2014)
- 안도라 (2014)
- 베냉 (2015)
- 아일랜드 (2015)
- 페루 (2015)
- 몽골 (2016)
- 몬테네그로 (2016)
- 파라과이 (2016)
- 슬로베니아 (2016)
- 리투아니아 (2017)
- 네팔 (2018)
- 코소보 (2019)
- 프랑스 (2019)
- 남아프리카 공화국 (2019)
- 조지아 (2020)
- 일본 (2020)
- 세이셸 (2020)

대한민국에서 교사의 체벌은 불법이다. 가정에서의 체벌 역시 정도가 심할 경우 가정폭력으로 처벌받고 있는 추세이다. 해외에서 교내 체벌은 미국의 20개 주를 포함하여 일부 국가에서 여전히 적법하다. 하지만, 캐나다, 케냐, 일본, 남아프리카 공화국, 뉴질랜드, 그리고 체코와 이탈리아를 제외한 모든 유럽 국가들은 체벌을 허용하지 않는다.
사법상의 처벌은 서구에서는 실제적으로 사라졌으나 일부 아프리카와 아시아에서는 여전히 시행되고 있다.

## 이슬람 사회의 체벌
이슬람 사회에서 교육적 측면에서 사랑의 매, 일명 체벌교육이 허용되는 경우가 있는데 이슬람에서 교육상 무조건 행해야 하는 의무적인 것이 아니며, 만약 해야 할 경우에는 교육 대상자에 대한 체벌 조건이나 기준이 요구된다.

## 같이 보기
- 매질 (체벌)(태형)
- 교내 체벌